# Iron Butterfly
Az Iron Butterfly amerikai pszichedelikus rock együttes. Leghíresebb alkotásuk az In-A-Gadda-Da-Vida, melyet 1968-ban adtak ki. Emiatt a dal miatt az első heavy metal albumnak titulálják a lemezüket. Az együttes csúcspontját a 60-as évek végére érte el.

## Pályafutás
1966-ban alapult meg a zenekar San Diego városában. 1968-ban már ki is adták az első lemezüket Heavy címmel, melyet az ATCO nevű kiadónál dobtak piacra. Ez a kiadó az Atlantic Records egyik alvállalata. Az alapító tagok Doug Ingle, Ron Bushy, Jerry Penrod, Darryl DeLoach, valamint Danny Weis voltak. Az együttesből sokan már az első album felvétele előtt kiléptek, de hamar lett pótlásuk: Lee Dorman (basszusgitár), és Erik Brann (elektromos gitár) léptek a színre.
A 17 perces In-A-Gadda-Da-Vida lett az Iron Butterfly második nagylemezének a címadó dala, mely később az együttes legsikeresebb alkotása lett. Doug Ingle később azt állította, hogy alkohol befolyása alatt készült a szám, amit több felállásban, s többször is eljátszottak. A későbbi lemezek már nem lettek olyan sikeresek, bár a Ball felülmúlta a várakozásokat. 1970-ben Erik Brann vezetésével piacra dobták az új albumukat, a Metamorphosist, amelyen már szerepelt két új tag, Mike Pinera és Larry "Rhino" Reinhardt, akik új színt hoztak a társaságba. A lemez felkerült a toplisták első részébe, ám 1971-ben kilépett mindkettő újonnan szerzett tag, és csatlakoztak Captain Beyond néven ismert szupergrouphoz.
A zenekar Woodstock városában is adott volna koncertet, ám leragadtak egy reptéren. A menedzserük felhívta a szervezőket, akik türelmet kértek tőlük. A menedzser azonban követelte, hogy helikopterrel szállítsák őket a helyszínre, ahol azonnal színpadra is lépnének, a koncert után felvennék a gázsit, majd visszavinnék őket a reptérre. A szervezők azt válaszolták, hogy átgondolják a javaslatot, és később jelentkeznek, ám valójában már akkor elvetették az ötletet. Dorman később sajnálatát fejezte ki az események miatt, mivel szerinte nagyobb karriert futhattak volna be, ha játszottak volna a fesztiválon. A dobos, Ron Bushy így nyilatkozott: "Háromszor is lementünk a reptéri hatósághoz a helikopterre várva, ám az soha nem érkezett meg."
Ezután az Iron Butterfly időről időre felbomlott, majd újjáalakult, s eközben kevésbé sikeres lemezeket adtak ki. Az 1974-es Scorching Beauty, valamint az 1976-os Sun and Steel is nagyon gyenge osztályzatokat, kritikákat kapott.
1978-ban csatlakozott a csapathoz Jimi Henderson, valamint Keith Ian Ellis (Van der Graaf Generator, Juicy Lucy). A formáció nem tartott sokáig, hiszen egy Németországban folyó turné során holtan találták Ellist a motel (szálláshely)szobájában.
A In-A-Gadda-Da-Vida 40 éves évfordulója megünneplésének örömére felléptek a Led Zeppelin életben maradt tagjaival, valamint Aretha Franklin énekesnővel. Ezek után az együttes hosszabb időre feloszlott.
2002-ben aztán Darryl DeLoach is elhunyt, őt egy májrák vitte el az élők sorából.
2003-ban Erik Braunn halt meg szívgyengeségben. Az 52 éves zenész épp az új albumon dolgozott, melyet a mai napig nem adott ki az Iron Butterfly.
A tragikus esetek után Ron Bushy és Lee Dorman régebbi tagokkal elkezdtek dolgozni, és 2007-re tervezik alkotásuk kiadását.
Lee Dorman-t 2012. december 21-én holtan találták autójában, nem messze lakásától. Nem tudni mi okozta a halálát, ahogy azt sem miért maradt az autóban. A halál pontos beállta valószínűleg 20-a, ez később majd a boncolásnál fog kiderülni. Dorman 70 éves volt.
Az együttesnek (eredeti felállást tekintve) egyetlen élő tagja van, a sokat betegeskedő Ron Bushy. 2012-ben számos koncertet adott, de egészsége azóta sokat romlott.

## Érdekességek
- Ron Bushy nagyszerű kapcsolatainak köszönhetően az együttes a Led Zeppelin, valamint a Yes oldalán is koncertezett.
- Mikor az Iron Butterfly 1968-ban rövid szünet után újraalakult, akkor felmerültek olyan hírek, hogy Neil Young, Jeff Beck, vagy éppen Michael Monarch lesz az új szólógitáros, de végül Erik Brann mellett döntöttek a zenekar tagjai.

## Diszkográfia

### Albumok
- Heavy (1968)
- In-A-Gadda-Da-Vida (1968)
- Soundtrack to the Savage 7 (1968)
- Ball (1969)
- Live (1969)
- Metamorphosis (1970)
- Evolution: The Best of Iron Butterfly (1971)
- Star Collection (1973)
- Scorching Beauty (1974)
- Sun and Steel (1976)
- Rare Flight (1988)
- Light & Heavy: The Best of Iron Butterfly (1993)
- In-A-Gadda-Da-Vida Deluxe Edition (1995)
- Fillmore East 1968 (2011)[2]

### Kislemezek
- Don't Look Down On Me/Possession
- Possession/Evil Temptation
- Unconscious Power/Possession
- Iron Butterfly Theme, Possession/Get Out of My Life Woman, Unconscious Power
- In-A-Gadda-Da-Vida
- In-A-Gadda-Da-Vida & Flowers & Beads/My Mirage
- Soul Experience/In The Crowds
- In the Time of Our Lives/It Must Be Love (Néhány változat az eredeti 4:47-es, A-oldalas verziót tartalmazza, mások a 3:15-ös szerkesztett változatot)
- New Day/Soldier in Our Town (Európai kiadás)
- Silly Sally/Stone Believer
- Silly Sally/Talkbox Solo from Butterfly Bleu
- Shady Lady/Best Years of Our Lives
- Pearly Gates/Searchin' Circles
- Beyond the Milky Way/Get It Out
- I'm Right I'm Wrong
- In-A-Gadda-Da-Vida
- In-A-Gadda-Da-Vida